# Älvängens kyrka
Älvängens kyrka är en kyrkobyggnad i tätorten Älvängen i Ale kommun. Den tillhör sedan 2008 Starrkärr-Kilanda församling (tidigare Starrkärrs församling) i Göteborgs stift.

## Kyrkobyggnaden
Älvängens kyrka från 1970 är en demonteringsbar vandringskyrka, ritad av arkitekten Torsten Hansson och tillverkad av Oresjö sektionshus. Den om- och tillbyggdes 1982 under ledning av Kjell Malmqvist. Samtidigt uppfördes klockstapeln placerad vid sidan om kyrkan. Klockan i klockstapeln göts på Bergholtz klockgjuteri i Sigtuna. Året efter återinvigdes kyrkan.
För att skilja kyrkobyggnaderna åt i Älvängen (Smyrnakyrkan och Älvängens Missionskyrka) kallas kyrkan ofta Älvängens blå kyrka eller Blå kyrkan.

## Inventarier
- Altartavla i trä målad av Harry Svensson med motiv ur Nya testamentet invigdes 1986.
- Textilierna i kyrkan är utförda av Christina Westman 1990.

## Orgeln
Den ursprungliga orgeln, invigd 1977, var tillverkad av John Grönvall Orgelbyggeri och hade fem stämmor och två manualer. Den  såldes 1999 och ersattes med en digital orgel av märket Ahlbom.